# Dom Oświatowy

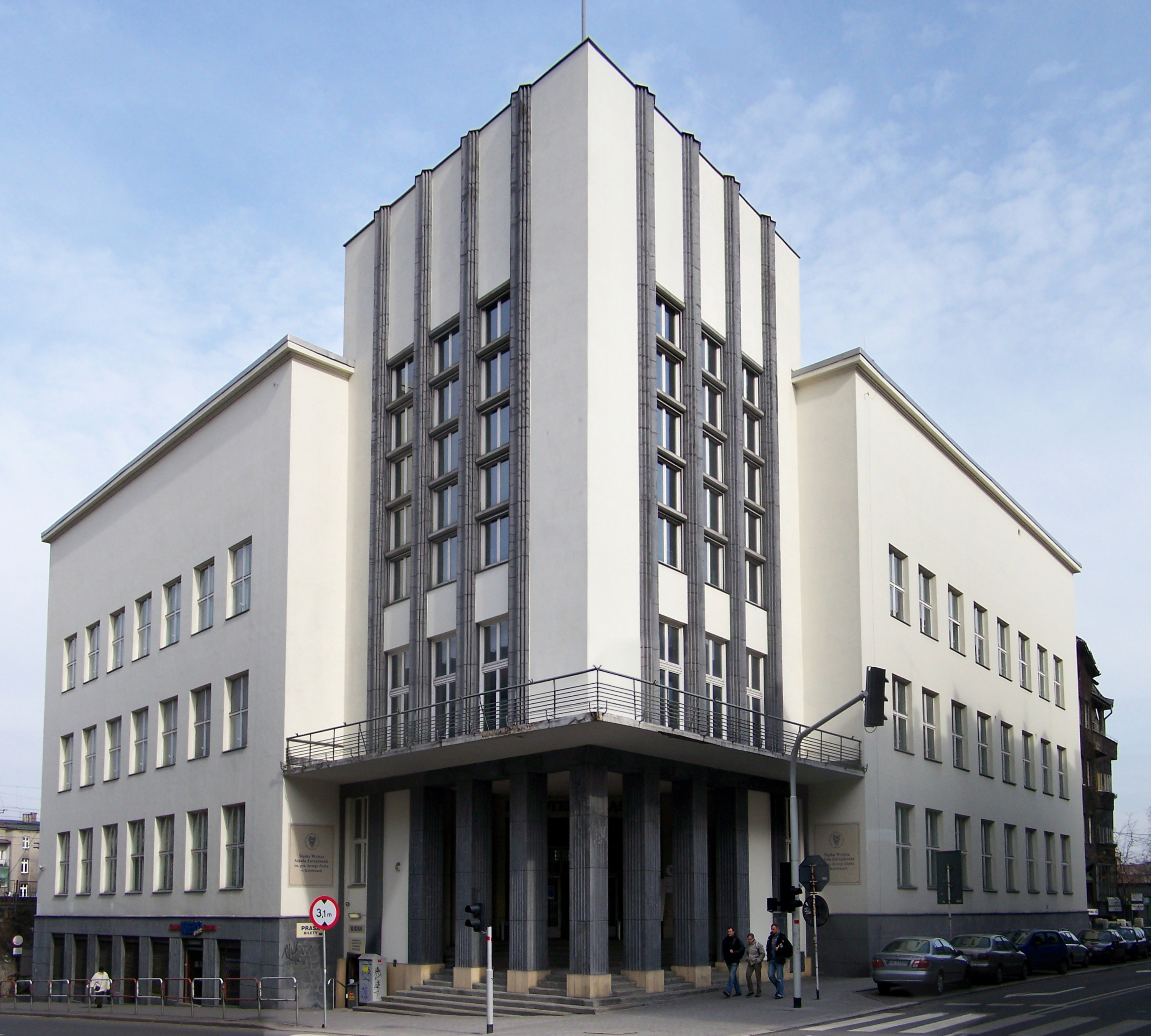
Ansicht von Südwesten, 2007

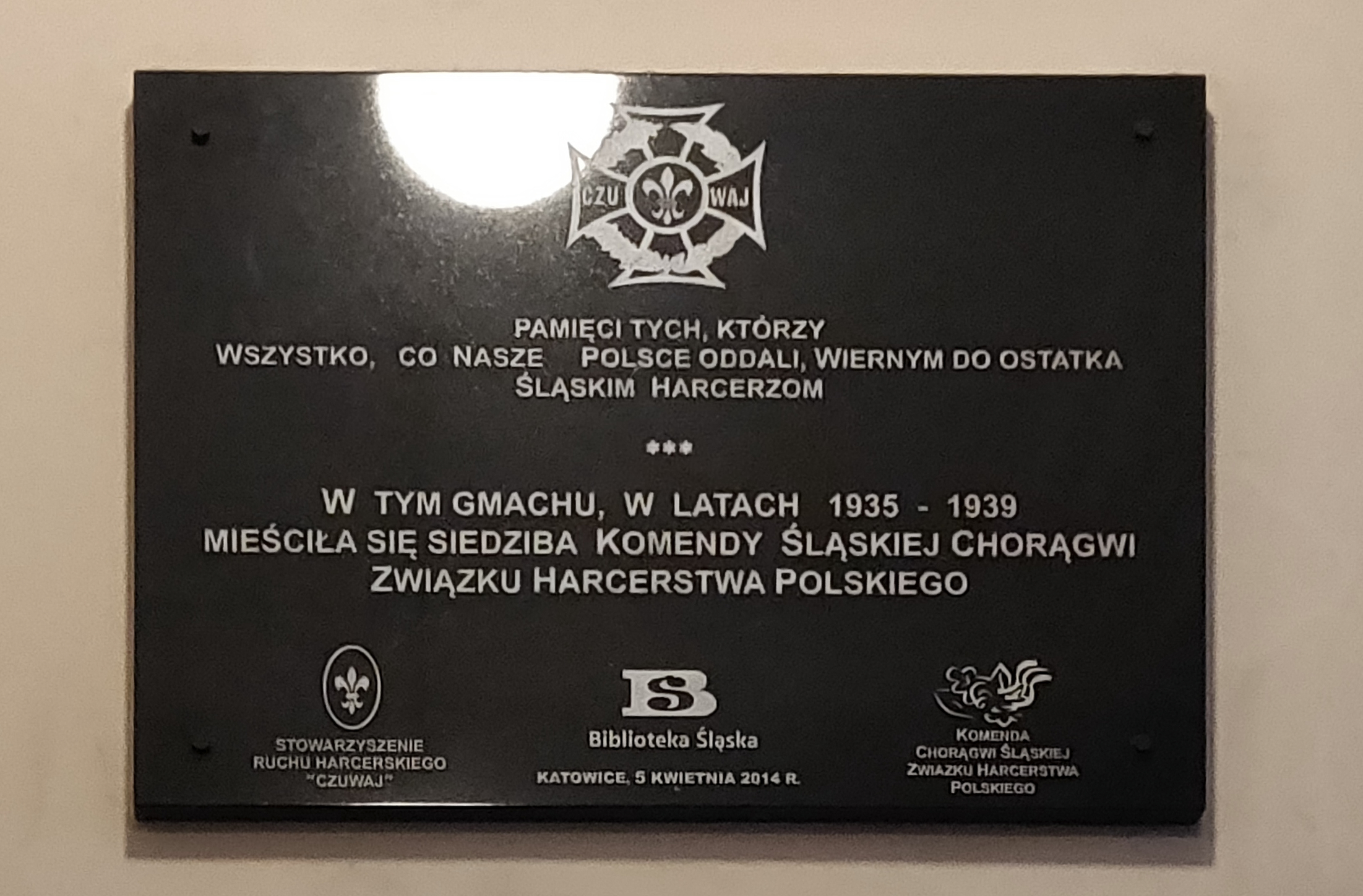
Gedenktafel

Dom Oświatowy (deutsch Bildungshaus) bezeichnet einen Bibliotheksbau in Katowice (Kattowitz, Woiwodschaft Schlesien) in Polen. Das Gebäude wurde von 1928 bis 1934 im Stil der Moderne für die Vorgänger der Schlesische Bibliothek (polnisch Biblioteka Śląska) errichtet und steht seit 1991 unter Denkmalschutz.

## Geschichte
Das Eckhaus steht im Südosten des Stadtbezirks Śródmieście (Innenstadt) an der Ulica Francuska 12. Architekten waren Stanisław Tabeński und Józef Rybicki. Nach dem deutschen Überfall auf Polen wurde es im Stadtplan als Landesbücherei verzeichnet. Die Schlesische Bibliothek zog 1998 in einen Neubau um. Neue Nutzer wurden eine Hochschule für Management und das Woiwodschaftsamt für Denkmalschutz. Ein Teil dient als Bibliotheksmagazin. Das Bauwerk wurde am 31. Oktober 1991 und 30. Juli 2019 unter den Nummern A/1437/91 bzw. A/530/2019 in das nationale Verzeichnis der Baudenkmäler der Woiwodschaften Katowice bzw. Schlesien aufgenommen.
Eine Gedenktafel erinnert an die Schlesischen Pfadfinder des Polnischen Verbands (ZHP), die von 1935 bis 1939 dort ihren Sitz hatten.